# Tafelkegelspel

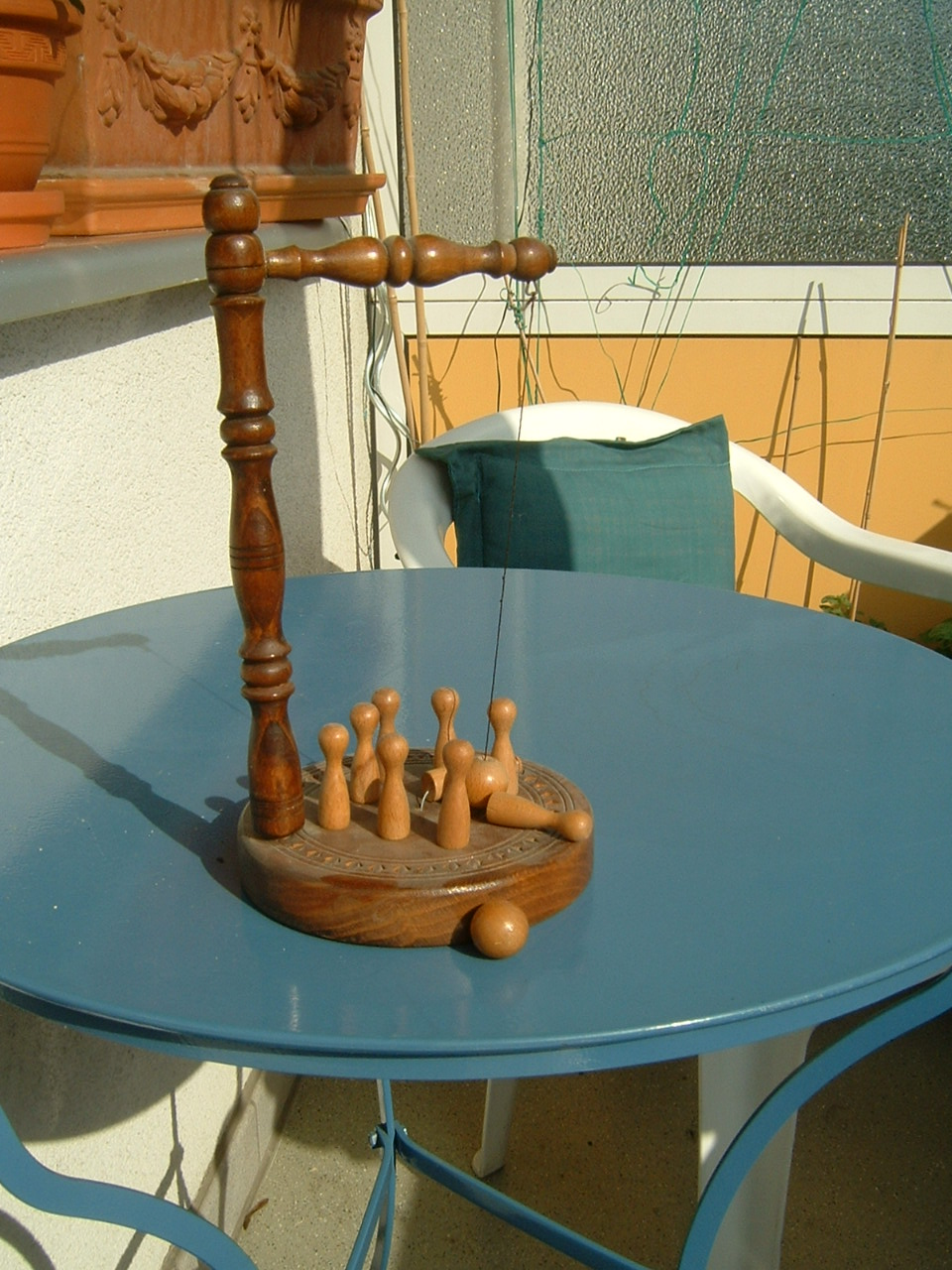
Miniaturowe kręgle

Tafelkegelspel (flam. „gra w kręgle stołowe”) – gra stołowa uprawiana głównie w Limburgii oraz Brabancji. Znana od XVIII wieku. Jest stołową odmianą gry w skittles.
Gra polega na tym, aby za pomocą kulki przywiązanej do linki zawieszonej na słupku przewrócić jak najwięcej figur. Figury znajdują się w pudełku o wymiarach 80x50cm ustawionym na stole.